# 川本永守
川本 永守（かわもと えいしゅ、1855年（安政2年） - 没年不詳）は、明治期の官僚、鉄道院参事

## 経歴
長門国豊浦郡幡生村（現・山口県下関市）生まれ。上京し慶應義塾へ入学し、小野梓の知遇を得て別科を卒業。
山陽鉄道に入り、下関の開発に従事。1906年（明治39年）、鉄道が国有となるに伴って鉄道院参事に就任。